# Johan Adolf Spaldencreutz
Johan Adolf Spaldencreutz (född Spalding), född 17 juni 1747 i Ringarums församling, Östergötlands län, död 21 december 1794 i Ringarums församling, Östergötlands län, var en svensk ämbetsman och politiker.

## Biografi
Spaldencreutz var son till lagmannen Gustaf Spaldencreutz och dennes hustru Althea Johanna Adelsvärd. Sin ämbetsmannabana började Spaldencreutz som auskultant i Göta hovrätt 1765, blev därpå e.o. kanslist i Justitierevisionen 1768, kanslist i Justitiekanslersexpeditionen 1773 och året därefter adjungerad ledamot av Göta hovrätt.
Han befordrades slutligen till lagman i Östergötlands lagsaga 1775 och gifte sig 1776 med friherrinnan Katarina Juliana Silfverschiöld, syster till major Nils Silfverschiöld. 1788 utnämndes hand till bankrevisor.

### Riksdagsman
Redan vid Riksdagen 1778 och  Riksdagen 1786 var han känd som oppositionsman. Vid Riksdagen 1789 framträdde Spaldencreutz ännu mera i denna egenskap, då han var medlem av hemliga utskottet, av många ansedd såsom Ridderskapets och adelnss förnämsta talare, och han talade kraftigt emot kungens propositioner. Han tillhörde de adelsmän ur oppositionen som arresterades på order av kung Gustav III den 20 februari 1789, inför kungens plan på att genomdriva Förenings- och säkerhetsakten. Spaldencreutz sattes i husarrest, men släpptes innan riksdagen avslutades.
När Gustav III den 27 april 1789 själv infann sig på riddarhuset för att yrka framgång åt sitt förslag, upptog Spaldencreutz konungens framställning till granskning, vederlade den med klarhet och lugn och slutade med att bevisa, att allmänna krediten ovillkorligen skulle ökas, i stället för att minskas, genom en på bestämd tid åtagen bevillning.